# المشتري LX
القمر S/2003 J 3 هو قمر طبيعي غير نظامي يتحرك بحركة تراجعية تابع لكوكب المشتري.
و ينتمي هذا القمر إلى مجموعة أنانك التي يعتقد أنها بقايا تفكك شمسي حيث أن جميعها بالتالي لها أصل مشترك.

## اكتشافه
تم اكتشافه من قبل فريق من علماء الفلك من جامعة هاواي بقيادة سكوت شيبارد في عام 2003 للميلاد، وتمت تسميته حينها مؤقتاً S/2003 J 3 إلى حين تسميته باسم رسمي وهو ما لم يتم إلى الآن.

## خصائصه
يدور هذا القمر حول كوكب المشتري على مسافة متوسطة تبلغ 19,622 ميغامتر في 561.518 يوماً، بزاوية ميل يبلغ قدرها 146 درجة في اتجاه (° 146 من خط الاستواء في المشتري) حسب مسير الشمس مع شذوذ مداري يبلغ قدره 0.2507.
يبلغ قطر هذا القمر حوالي كيلومترين اثنين.